# French Fab
 (juin 2025).
La French Fab est un label français créé le 2 octobre 2017 qui a pour but de fédérer les industriels et renforcer la promotion de l’industrie française à l’étranger.
C'est un label propriété de Bpifrance.
Le gouvernement français s’inspire du label French Tech créé en 2013 afin de promouvoir la création d’entreprise et le numérique. La French Fab incite aussi les jeunes à découvrir les métiers de l'industrie et du made in France, tout en faisant le tour de France.

## Objectifs
La French Fab porte des ambitions de mutation pour le tissu industriel Français visant à accélérer la transformation de l'industrie en France par la revalorisation des métiers industriels (de la formation à l'emploi), la mise en réseau des acteurs industriels français et la diffusion d'informations sur l'offre d'accompagnement public pour les activités industrielles. 

## Historique
Le label a été lancé le 2 octobre 2017 par Bruno Le Maire, ministre de l’Économie et des Finances.